# Adalhard van Babenberg
Adalhard (gestorven 903) was een lid van het Frankische geslacht van de Babenbergers. Hij was de zoon van markgraaf Hendrik van Babenberg en Ingeltrude van Friuli.
Tijdens de Babenbergse vete raakte hij in 902 in gevangenschap van de Konradijnen. De omstandigheden waaronder zijn niet duidelijk. In 903 werd hij in Forchheim terechtgesteld. 
Drie jaar later, in 906, werd hij door zijn broer Adalbert van Babenberg in de slag bij Fritzlar gewroken. De manier waarop dit ging viel echter niet in goede aarde bij de Zuid-Duitse rijksgroten. Adalbart werd in zijn burcht in Theres belegerd door een grote strijdmacht. Ondanks een vrijgeleide werd hij gevangengenomen en daarna onthoofd. 
Zijn zuster Hedwig van Babenberg was getrouwd met Otto I van Saksen.